# Баумгартен (Бургенланд)
Ба́умгартен (нім. Baumgarten (Burgenland)) — комуна (нім. Gemeinde) в федеральній землі Бургенланд, Австрія.
Входить до складу округа Маттерсбург. Населення становить 866 чоловік (станом на 31 грудня 2005 року). Комуна займає площу 7,0 км². Офіційний код — 10617

## Політична ситуація
Бургомістр комуни — Курт Фішер (СДПА) по результатам виборів 2007 року.
Рада представників комуни (нім. Gemeinderat) складається з 15 місць:
- 10 місця — СДПА;
- 5 місць — АНП.